# Salling

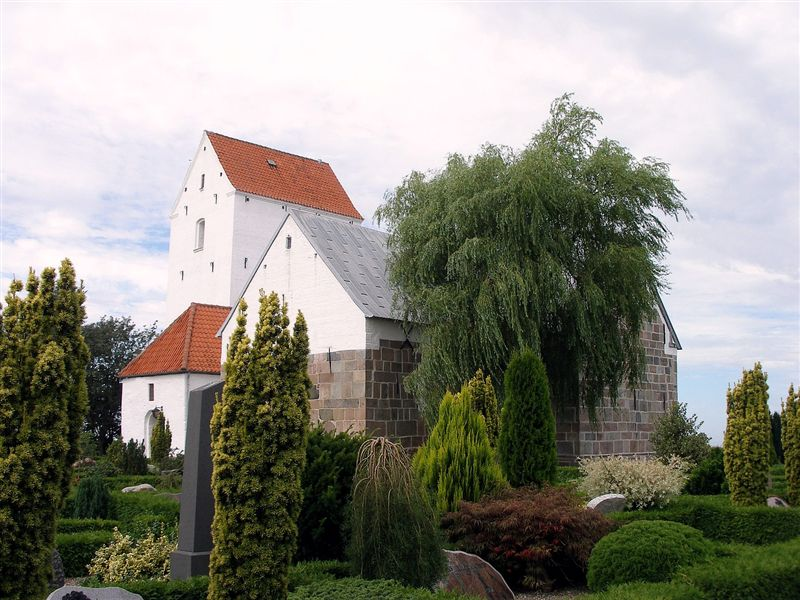
De kerk van Balling

Salling is een schiereiland in de Limfjord, ten noordwesten van de stad Skive in het noordwesten van Denemarken.
Het is erg vruchtbaar en meet ongeveer 500 km². Salling wordt sinds 1978 met het eiland Mors verbonden door de Sallingsundbrug. Met het naburige eilandje Fur wordt een veerdienst over de Fursund onderhouden.
Sinds 2007 valt Salling bestuurlijk onder de gemeente Skive.